# Hejselt
Hejselt er en Herregård beliggende i Torslev Sogn, Dronninglund Herred, Hjørring Amt.
Hejselt nævnes første gang i 1435 og omkring 1600 ejedes gården af Mogens Andersen (død 1613) (Vognsen af Stenshede), der i 1589 – 1599 skrev sig til Hejselt, men han var stærkt forgældet. Hans enke Karen Mikkelsdatter Hvad boede endnu i 1621 på Hejselt, som hendes sønner Anders Mogensen (Vognsen af Stenshede) og senere Kaptajn Mogens Mogensen (Vognsen af Stenshede) arvede. Sidstnævnte boede endnu i 1621 på Hejselt, men havde pantsat halvparten af gården til Fru. Margrethe Rosenkrantz til Hundslund Kloster, som omkring 1621 fik pantet udleveret til brug, vist med Mogens Mogensen som forpagter. Hans broder Peder Mogensen (Vognsen af Stenshede) var i 1630 skriver og gårdfoged på Hundslund kloster og fik i 1630 livsbrev af Fru. Margrethe, som i 1622 havde overtaget Hejselt som ejendom, på denne gård mod en mindre afgift for sig og sin hustru Gertrud Clausdatter (død ca. 1668), som var enke i 1652. Deres søn Anders Pedersen (Vognsen af Stenshede), brugte Hejselt endnu i 1656, og hans enke død på Hejselt i 1678, en datter Gertrud Andersdatter (Vognsen af Stenshede), døde på Hejselt i 1680, men hendes moder (af ukendt navn) var gift anden gang med Niels Mortensen Kjærulf, der i 1668 var forpagter på Hejselt, men ved nyt ægteskab erhvervede Ormholt, hvortil han flyttede. En søn af første ægteskab Anders Nielsen Kjærulf (død 1737) var 1692 og 1707 forpagter på Hejselt.
Efter Fru. Margrethe Rosenkrantz død i 1635 er gården formodentlig kommet til sønnen Laurids Lindenov til Oregård og døtrene Birgitte Lindenov (død 1648) gift med rigsråden Hr. Otte Christensen Skeel til Hammelmose (død 1634) og Sophie Lindenov (død 1666) gift anden gang med rigsråden Hr. Henrik Rantzau til Schöneweide. Laurids Lindenov enke Fru. Anne Jørgensdatter Friis (af Haraldskær) synes at have administreret godset; men efter hendes død i 1657 må Hejselt være kommet til Henrik Rantzau, idet hans hustru arvede den barnløse broders part. I 1662 betegnes gården som en stor bondegård, på hvis bindingsværks stuelænge der var tegltag. I 1690 siges den at være en ufri gård.

## Ejere af
- 1435 ukendte ejere
- 1589 Mogens Andersen (Vognsen)
- 1622 Margrethe Rosenkrantz
- 1635 Laurids Lindenov , Sophie Lindenov og Birgitte Lindenov
- 1657 Henrik Rantzau
- 1666 Ide Lindenov
- 1674 Kirsten Beck
- 1719 Jørgen Bille
- 1736 Schack Vittinghof greve Holck
- 1738 Lars Christensen Broerholt
- 1750 Johanne Rafn
- 1752 Niels Pedersen Ifversen
- 1787 Severin Benzon von Deden
- 1815 Niels Ifversen Meyling
- 1822 Lauritz Gleerup
- 1831 Peder Thøgersen Lassen
- 1842 Hans Chr. Pape
- 1888 Harald Johan Wilhelm Kähler Hartz
- 1893 Vilhelm Jensen Thrane
- 1916 Martin Sørensen Pilgaard
- 1932 Discontobanken i Hjørring
- 1932 Janus B. Christensen